# La Spezia trolibuszvonal-hálózata
La Spezia trolibuszvonal-hálózata egy trolibusz-hálózat Olaszországban, La Spezia városában. A hálózat hossza jelenleg 24,8 km, mely két vonalból áll. Az 1951-ben megnyitott hálózaton 2024-ben 7 db Solaris Trollino 12 típusú trolibusz közlekedett. Üzemeltetője az ATC Esercizio.

## Vonalak
| Járat | Útvonal                                                                             |
| ----- | ----------------------------------------------------------------------------------- |
| 1     | Pegazzano – Via Chiodo – Comune – Canaletto – Bragarina                             |
| 3     | Chiappa – Stazione Centrale – Via Chiodo – Comune – Stazione Migliarina – Canaletto |